# Chiezō Kataoka
Chiezō Kataoka (片岡 千恵蔵, Kataoka Chiezō), né le 30 mars 1903 et mort le 31 mars 1983, est un acteur japonais, actif au cinéma et dans le théâtre kabuki. Il apparaît le plus souvent dans des films de chanbara.

## Biographie
Chiezō Kataoka a tourné dans plus de 320 films entre 1923 et 1981.

## Filmographie partielle

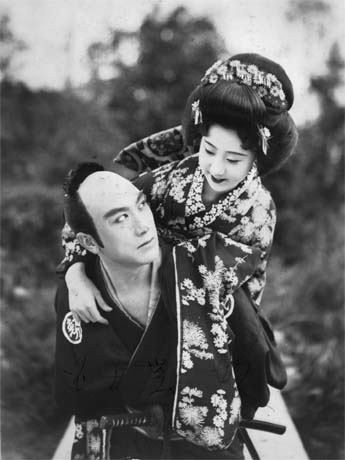
Chiezō Kataoka et Isuzu Yamada dans L'Incomparable Patriote (1932).

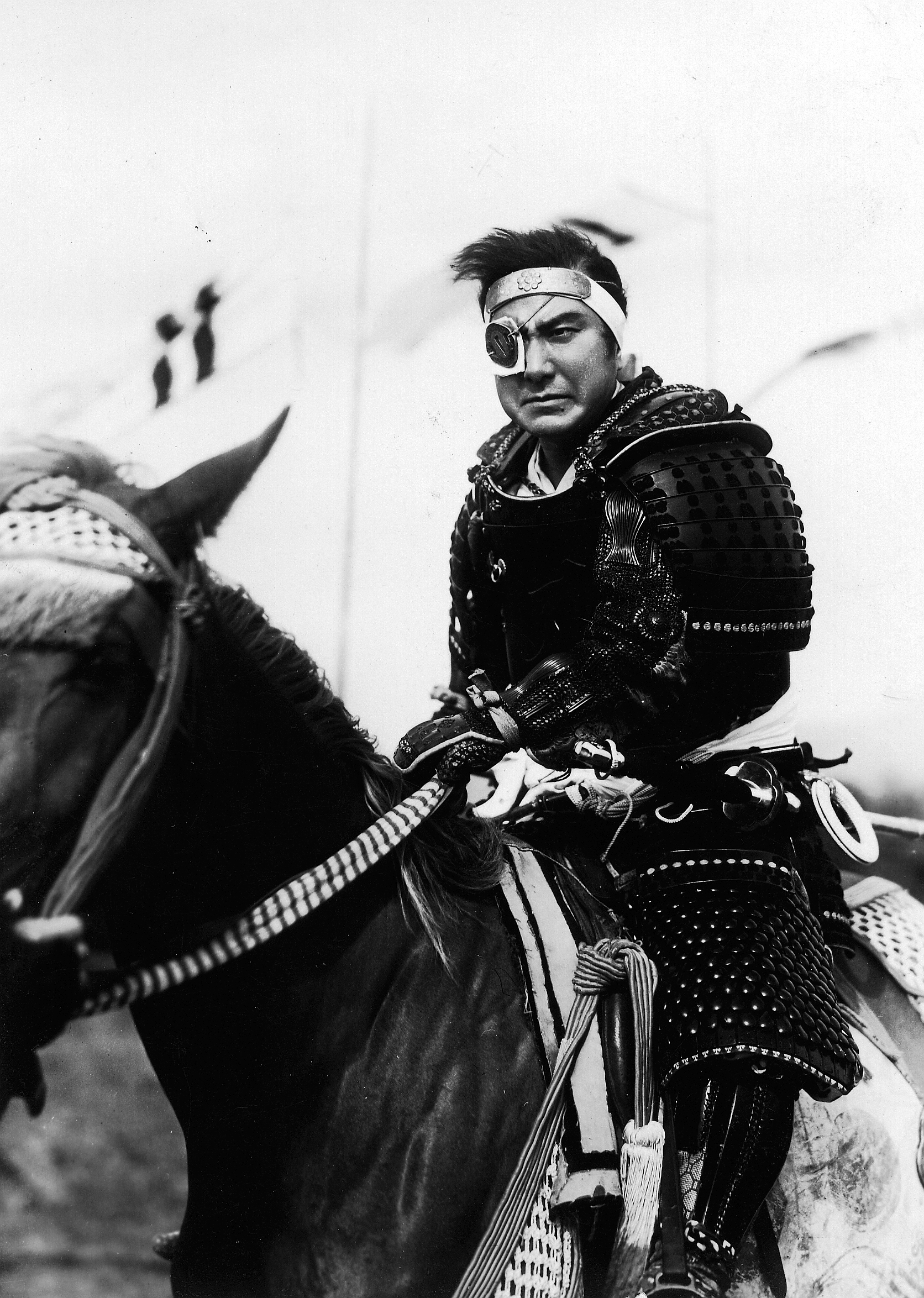
Chiezō Kataoka dans Masamune Dokuganryū (1942).

- 1931 : Les Vingt-Six Martyrs japonais (殉教血史 日本二十六聖人, Junkyō kesshi Nihon nijūroku seijin?) de Tomiyasu Ikeda
- 1932 : L'Incomparable Patriote (国士無双, Kokushi musō?) de Mansaku Itami
- 1935 : Le Jeune Homme capricieux (戦国奇譚 気まぐれ冠者, Sengoku kitan: Kimagure kaja?) de Mansaku Itami
- 1936 : L'Espion Akanichi Kakita (赤西蠣太, Akanichi Kakita?) de Mansaku Itami : Akanishi Kakita / Kai Harada
- 1939 : Chants de tourtereaux (鴛鴦歌合戦, Oshidori utagassen?) de Masahiro Makino : Reisaburō Asai
- 1942 : Masamune Dokuganryū (独眼龍政宗, Dokuganryū Masamune?) de Hiroshi Inagaki
- 1943 : À deux sabres (二刀流開眼, Nitōryū kaigen?) de Daisuke Itō : Miyamoto Musashi
- 1953 : Daibosatsu Tōge (大菩薩峠 甲賀一刀流の巻?) de Kunio Watanabe : Ryunosuke Tsukue
- 1953 : Daibosatsu Tōge - Dainibu : Mibu to Shimabara no maki, Miwa kamisugi no maki (大菩薩峠 第二部 壬生と島原の巻 三輪神杉の巻?) de Kunio Watanabe : Ryunosuke Tsukue
- 1953 : Daibosatsu Tōge - Daisanbu : Ryūjin no maki, Ai no yama no maki (大菩薩峠 第三部 竜神の巻 間の山の巻?) de Kunio Watanabe : Ryunosuke Tsukue
- 1955 : Hayabusa no maō (松田定次?) de Sadatsugu Matsuda : Bannai Tarao (en)
- 1955 : Le Mont Fuji et la Lance ensanglantée (血槍富士, Chiyari Fuji?) de Tomu Uchida : Genpachi
- 1955 : Hiryū musō (飛龍無双?) de Yasushi Sasaki
- 1956 : Akō Rōshi: Ten no Maki, Chi no Maki (赤穂浪士 天の巻 地の巻?) de Sadatsugu Matsuda : Sakon Tachibana
- 1957 : Le Passage du grand Bouddha, partie 1 (大菩薩峠, Daibosatsu tōge?) de Tomu Uchida : Ryunosuke Tsukue
- 1958 : Le Passage du grand Bouddha, partie 2 (大菩薩峠 第二部, Daibosatsu tōge: Dainibu?) de Tomu Uchida : Ryunosuke Tsukue
- 1959 : Le Passage du grand Bouddha, partie 3 (大菩薩峠 完結篇, Daibosatsu tōge: Kanketsu hen?) de Tomu Uchida : Ryunosuke Tsukue
- 1959 : Une histoire d'amour de Naniwa (浪花の恋の物語, Naniwa no koi no monogatari?) de Tomu Uchida : Chikamatsu Monzaemon
- 1960 : Meurtre à Yoshiwara (花の吉原百人斬り, Hana no Yoshiwara hyaku-nin giri?) de Tomu Uchida : Jirozaemon
- 1961 : Akō rōshi (赤穂浪士, Akō rōshi?) de Sadatsugu Matsuda : Ōishi
- 1963 : Les Treize Tueurs (十三人の刺客, Jūsannin no shikaku?) de Eiichi Kudō : Shinzaemon Shimada
- 1965 : Duel de l'aube (宮本武蔵 巌流島の決斗, Miyamoto Musashi: Ganryū-jima no kettō?) de Tomu Uchida : Sado Nagaoka
- 1972 : Lady Yakuza : Le Code yakuza (緋牡丹博徒 仁義通します, Hibotan bakuto: Jingi tōshi masu?) de Buichi Saitō
- 1979 : Sanada Yukimura no bōryaku (真田幸村の謀略?) de Sadao Nakajima : Masayuki Sanada

## Distinctions
- 1956 : Prix Blue Ribbon de l'acteur le plus populaire pour ses interprétations dans Le Mont Fuji et la Lance ensanglantée et Hiryū musō et sa carrière[2]